# Textpattern
Textpattern è un CMS open source (distribuito con licenza GPL) basato sull'uso di MySQL e PHP utilizzato prevalentemente per la creazione di blog; può essere sfruttato anche per la realizzazione di siti complessi come portali o siti aziendali.
Textpattern, abbreviato in TXP, ha anche la possibilità di essere integrato con plug-in scritti dalla comunità di persone che lo utilizzano.
Per la gestione dei contenuti, Textpattern si appoggia nativamente a Textile, un Humane Web Text Generator come lo definisce il suo creatore, ovvero un editor di testi umanizzato.
L'abbinamento tra TXP e Textile permette la realizzazione di siti web XHTML e accessibili.